# リアル・トゥ・リール (マリリオンのアルバム)
『リアル・トゥ・リール』（Real to Reel）は、イギリスのプログレッシブ・ロック・バンド、マリリオンが1984年に録音・発表したライブ・アルバム。LPは6曲入り、カセット及びCDは「エメラルド・ライズ」を追加した7曲入りで発売された。

## 背景
「暗殺者」から「エメラルド・ライズ」までの曲は、6月19日と20日に行われたモントリオール公演のライブ音源で、残り3曲は3月5日のレスター公演の音源である。過去2作のスタジオ・アルバム収録曲に加えて、シングル「暗殺者」のB面曲「シンデレラ・サーチ」と、当時はアルバム未収録だったデビュー曲「マーケット・スクエア・ヒーローズ」のライブ音源も含まれている。

## 反響・評価
全英アルバムチャートでは22週チャート圏内に入り、最高8位を記録。
Eduardo Rivadaviaはオールミュージックにおいて5点満点中3点を付け「実際に多くのファンが、バンドの平坦なスタジオ録音よりも練り込まれたライブ・バージョンを好んでいるということは、これらの録音から強く伝わってくる」と評している。

## 再発CD
1997年にサンクチュアリ・レコードから発売された本作のリマスターCDは、1986年発表のミニ・アルバム『Brief Encounter』と抱き合わせた2枚組となった。また、2005年に発売された日本盤紙ジャケットCDには、1983年の12インチ・シングル「Garden Party」に収録されていた「チャーティング・ザ・シングル」と「マーガレット」のライブ音源がボーナス・トラックとして追加された。

## 収録曲
LPは4.を除く6曲入り。
1. 暗殺者 - "Assassing" (Derek Dick, Steve Rothery, Mark Kelly, Pete Trewavas) - 7:27
2. 夢魔 - "Incubus" (D. Dick, S. Rothery, M. Kelly, P. Trewavas) - 8:44
3. シンデレラ・サーチ - "Cinderella Search" (D. Dick, S. Rothery, M. Kelly, P. Trewavas, Ian Mosley) - 5:46
4. エメラルド・ライズ - "Emerald Lies" (D. Dick, S. Rothery, M. Kelly, P. Trewavas, I. Mosley) - 5:26
5. 忘れ去られた子供たち - "Forgotten Sons" (D. Dick, S. Rothery, P. Trewavas, Mick Pointer, Brian Jellyman, Diz Minnett) - 10:35
6. ガーデン・パーティ - "Garden Party" (D. Dick, S. Rothery, M. Kelly, P. Trewavas, M. Pointer, B. Jellyman, D. Minnett) - 6:31
7. マーケット・スクエア・ヒーローズ - "Market Square Heroes" (D. Dick, S. Rothery, M. Kelly, P. Trewavas, M. Pointer, D. Minnett) - 7:30

### 日本盤紙ジャケットCD（2005年）ボーナス・ディスク
1. チャーティング・ザ・シングル - "Charting the Single" (Marillion) - 6:37
2. マーガレット - "Margaret" (Traditional / arr.by Marillion) - 12:22

## 参加ミュージシャン
- フィッシュ - ボーカル
- スティーヴ・ロザリー - ギター
- マーク・ケリー - キーボード
- ピート・トレワヴァス - ベース
- イアン・モズレイ - ドラムス